# A.I.C.O. Incarnation
A.I.C.O. Incarnation ist eine japanische Science-Fiction-Animeserie, die auf dem Video-on-Demand-Dienst Netflix als Web-Anime veröffentlicht wurde. Eine Manga-Adaption von Hiroaki Michiaki erscheint seit 2017.

## Handlung
2035 entsteht in einem wissenschaftlichen Projekt eine künstliche Lebensform, die den Namen Matter erhält. Diese beginnt außer Kontrolle zu geraten und verteilt sich im Kurobe Korge, einem Ort in den japanischen Alpen, und wird im Volksmund als Burst bezeichnet. Einst lag auf dieser Wissenschaftsstadt die Hoffnung der Menschheit, doch nach dem Unfall wird von der Regierung jeder Zugang zu ihr komplett versperrt.
Zwei Jahre danach erfährt die 15-jährige Aiko Tachibana, die ihre Familie durch den Unfall verloren hat, von dem neuen Mitschüler Yūya Kazaki, dass ihr Körper unecht ist und ein Geheimnis birgt und sie an den Ursprungsort des Unfalls zurückkehren muss, um Schlimmeres zu verhindern. Sie findet heraus, dass alles, was sie zu kennen glaubte, eine Lüge war und schließt sich, um zum Ursprungsort zu kommen und ihre Familie zu retten, einem Taucherteam an.

## Produktion und Veröffentlichung
Erstmals wurde die Serie am 2. August 2017 auf dem Netflix Anime Slate 2017-Event für Frühling 2018 angekündigt. Damit verfolgt Netflix das Ziel mehrere Anime in eigener Produktion herauszubringen. So startete Netflix mit der Serie B The Beginning und plant für das Jahr 2018 insgesamt um die 30 Anime-Titel. Die Serie wurde vom Anime-Studio Bones produziert. Regie führte Kazuya Murata und das Drehbuch schrieb Yūichi Nomura. Das originale Charakterdesign wurde von dem Mangaka Hanaharu Naruko übernommen, dass vom Animationsregisseur Satoshi Ishino adaptiert wurde. Bisher sind 12 Folgen entstanden.
Die Veröffentlichung aller Folgen fand weltweit am 9. März 2018 auf Netflix in mehreren Sprachen statt, darunter auch Deutsch.

## Synchronisation
Die deutsche Synchronisation ist von der Produktionsfirma Lautfabrik UG in Berlin produziert worden und entstand unter der Dialogregie von Benjamin Plath.
| Rolle             | Japanischer Sprecher | Deutscher Sprecher    |
| ----------------- | -------------------- | --------------------- |
| Aiko Tachibana    | Haruka Shiraishi     | Sarah Alles           |
| Yūya Kanzaki      | Yūsuke Kobayashi     | Benno Lehmann         |
| Daisuke Shinoyama | Ryōta Takeuchi       | Sven Brieger          |
| Maho Shiraishi    | Ai Kayano            |                       |
| Yoshihiko Sagami  | Makoto Furukawa      | Benjamin Plath        |
| Kazuki Minase     | Taishi Murata        | Ilja Schierbaum       |
| Haruka Seri       | Kaori Nazuka         | Lea Faßbender         |
| Kaede Misawa      | Mao Ichimichi        | Lisa Marie Becker     |
| Susumu Kurose     | Tōru Ōkawa           | Marco Rosenberg       |
| Kyōsuke Isazu     | Takehito Koyasu      |                       |
| Akiko Nanbara     | Atsuko Tanaka        | Johanna-Julia Spitzer |

## Charaktere
Aiko Tachibana (橘 アイコ)
Die Hauptfigur der Serie und ein fröhliches, energisches Mädchen. Nachdem sie ihre Familie im Burst verloren hatte, wurde sie tödlich verwundet und ihr Gehirn in einen künstlichen Körper eingebaut. Sie trifft den Transferschüler Yūya Kanzaki und ist schockiert darüber, was er ihr von ihrer Familie und ihrem eigenen Körper erzählt. Sie beschließt, sich mit Yūya zusammenzuschließen, um ihre Familie zu retten.
Yūya Kanzaki (神崎 雄哉)
Der neue Schüler an Aikos Schule legt ein reifes und unnahbares Auftreten an den Tag. Er erzählt Aiko die Wahrheit über ihre Rekonstruktion und schließt sich den Tauchern an, um den Primärpunkt zu erreichen. Sein Ziel ist es, dem Burst ein Ende zu setzen, aber vieles an ihm ist geheimnisumwittert. Später wurde jedoch bekannt, dass er Toshihide Yura ist, einer der Ärzte und Forscher der Kiryu Biotech Research Facility, der zu Beginn des Burst-Vorfalls starb und dessen Gehirn in einen künstlichen Organismus namens Duplicate One implantiert wurde.
Daisuke Shinoyama (篠山 大輔)
Der Führer der Taucher ist auch Maho Shiraishis Partner. Trotz seiner harten und einschüchternden Erscheinung ist er sanftmütig. Von einem starken Verantwortungsbewusstsein geprägt, stellt er immer zuerst die Bedürfnisse seiner Teammitglieder in den Vordergrund. Er sammelte sein Team als Antwort auf Kuroses Bitte.
Maho Shiraishi (白石 真帆)
Sie gehört zu den Tauchern und ist Shinoyamas Partnerin. Freundlich, sanft und unbekümmert unterstützt sie Shinoyama und das Team mit großer Aufmerksamkeit für alles, angefangen vom Fahrzeugbetrieb und der Wartung bis hin zur Einrichtung von Lebensmitteln.
Yoshihiko Sagami (相模 芳彦)
Er ist einer der Taucher und Kazukis Partner. Einst Mitglied einer militärischen Spezialeinheit, ist er sehr geschickt im Kampf. Er hat die Fähigkeit, beruhigt Entscheidungen zu treffen und geeignete Maßnahmen zu ergreifen. Er kann manchmal streng mit Kazuki sein, ist aber ein fürsorglicher und zuverlässiger älterer Bruder. Er ist tödlich mit jeder Waffe, von schweren Schusswaffen bis hin zu Messern.
Kazuki Minase (水瀬 一樹)
Der Taucher ist Sagamis Partner. Während er ein relativ neuer Taucher ist, entschädigt er seinen Mangel an Erfahrung mit Geist und Enthusiasmus. Er nutzt seine Talente in der Elektronik, um seinen Partner Sagami zu unterstützen. Er hat eine prothetische rechte Hand, die auf künstlicher Lebensformtechnologie basiert.
Haruka Seri (芹 遙香)
Sie ist einer der Taucher und Kaedes Partnerin, kühl, schön und intelligent. Vor dem Ausbruch war sie eine künstliche Lebensformforscherin. Sie ist sehr versiert in wissenschaftlichen Geräten und bevorzugt effiziente Taktiken, die ihre früheren Erfahrungen in scharfem Gegensatz zu ihrer Partnerin Kaede setzen, die sich auf Intuition verlässt. Sie zeigt starkes Interesse an Malignant Matter.
Kaede Misawa (三沢 楓)
Sie gehört zu den Tauchern und ist Harukas Partnerin, gesegnet mit außergewöhnlichen körperlichen Fähigkeiten und tierähnlicher Intuition. Sie ist spezialisiert auf Nahkampf- und Präventivschläge. Ihre Worte sind oft direkt und impulsiv, erscheinen als geradlinig oder rücksichtslos und grob.
Susumu Kurose (黒瀬 進)
Er forscht an der Kiryu Biotech Research Facility und ist Entwickler der Cell-Assembler-Technologie. Er hat eine unbeschwerte, sorglose Art, ist aber bereit, Risiken einzugehen, um seine Ziele zu erreichen. Er unterstützt Yuya und Aiko von außerhalb der Region. Er und Isazu waren im selben Jahr in der Universität und Nanbara war ihnen ein Jahr voraus.
Kyōsuke Isazu (伊佐津 恭介)
Der Leiter des Kiryu-Krankenhauses ist der für Aikos Sorge zuständige Arzt. Wie Kurose ist er Teil der Kiryu Biotech Research Facility. Als einer der künstlichen Lebensformforscher entwickelte er die Carbon-Nanostructure-Technologie. Seine einzige Tochter Yuzuha liegt nach einem Unfall im Koma und er kämpft mit seiner Unfähigkeit, einen Weg zu finden, sie zu behandeln.
Akiko Nanbara (南原 顕子)
Leiter des CAAC (Control Agency of Artificial Creatures) Response Bureau und eine zentrale Figur in den Bemühungen der Regierung, künstliche Lebensform-Technologie zu fördern. Sie unterstützt die Bemühungen, Forschungsergebnisse aus dem von Malignant Matter befallenen Gebiet wiederherzustellen. Sie kennt Isazu und Kurose seit der Universität.

## Musik
Die Musik für die Serie wurde von Tarō Iwashiro komponiert und wird von dem Musiklabel Lantis produziert. Das Titellied A.I.C.O. wird von der japanischen Sängerin Miho Karasawa (auch bekannt als True) gesungen. Das Schlusslied Michi no Kanata (未知の彼方) wird von Haruka Shiraishi gesungen, die ebenfalls Aiko Tachibana in der japanischen Fassung spricht. Die Soundeffekte stammen von Tomoji Furuya.
Der Originalsoundtrack (beide Themesongs und die Hintergrundmusik) werden auf zwei CDs in einer Box am 28. März 2018 veröffentlicht.

## Manga
Eine Manga-Adaption zur Serie von Hiroaki Michiaki wurde bereits am 25. November 2017 im Shōnen-Manga-Magazin Monthly Shōnen Sirius des Verlags Kodansha veröffentlicht. Bisher ist daraus ein Sammelband entstanden.

## Episodenliste
| Folge | Deutscher Titel | Originaltitel |
| ----- | --------------- | ------------- |
| 01    | Kontakt         | Contact       |
| 02    | Ziel            | Target        |
| 03    | Entscheidung    | Decision      |
| 04    | Begegnung       | Encounter     |
| 05    | Erinnerung      | Memory        |
| 06    | Erwachen        | Awakening     |
| 07    | Durchbruch      | Breakthrough  |
| 08    | Weg             | Way           |
| 09    | Wahrheit        | Truth         |
| 10    | Willenskraft    | Volition      |
| 11    | Hingabe         | Devotion      |
| 12    | Reinkarnation   | Reincarnation |